# Ireneusz Paliński
Ireneusz Paliński (13 de maio de 1932, em Nużewo - 9 de julho de 2006, em Varsóvia) foi um halterofilista polonês.
Ireneusz Paliński ganhou medalha de ouro em halterofilismo nos Jogos Olímpicos de 1960, com 442,5 kg no total combinado (130 no desenvolvimento [movimento-padrão abolido em 1973], 132,5 no arranque e 180 no arremesso), na categoria até 82,5 kg. Quatro anos mais tarde, ele ganhou bronze, com 467,5 kg no total combinado (150+135+182,5), na categoria até 90 kg.
Estabeleceu sete recorde mundiais ao longo de sua carreira — seis no arremesso e um no total combinado, nas categorias até 82,5 e 90 kg.
Quadro de recordes
| Data       | Disciplina | Marca    | Classe de peso | Lugar    |
| 3.10.1959  | Arremesso  | 178,5 kg | -82,5 kg       | Varsóvia |
| 26.6.1960  | Arremesso  | 185,5 kg | -90 kg         | Paris    |
| 9.9.1960   | Arremesso  | 180 kg   | -82,5 kg       | Roma     |
| 18.12.1960 | Arremesso  | 186 kg   | -90 kg         | Toruń    |
| 11.3.1961  | Arremesso  | 186,5 kg | -90 kg         | Moscou   |
| 24.9.1961  | Arremesso  | 190 kg   | -90 kg         | Viena    |
| 24.9.1961  | Total      | 475 kg   | -90 kg         | Viena    |